# Długi Borek
Długi Borek (niem. Langenwalde) – wieś w Polsce położona w województwie warmińsko-mazurskim, w powiecie szczycieńskim, w gminie Świętajno.
W latach 1975–1998 miejscowość administracyjnie należała do województwa olsztyńskiego.

## Kościoły i Związki Wyznaniowe
- Kościół Rzymskokatolicki
- Świecki Ruch Misyjny „Epifania” – zbór w Długim Borku.